# 定宗 (高麗王)
定宗（ていそう、923年 - 949年4月13日）は第3代高麗王（在位：945年 - 949年）。姓は王、諱は堯、諡号は至徳章敬正粛令仁簡敬荘元文明大王。父は太祖、母は神明順成王后劉氏。恵宗の異母弟で光宗の同母兄。945年、王規と王式廉の政争で王式廉が勝利をして、その後ろ盾で王座についた。だが実権は王式廉に握られ、在位わずか4年で病死した。

## 家族
- 文恭王后（朴英規の娘。太祖第17妃 東山院夫人朴氏、文成王后と姉妹）
- 文成王后（朴英規の娘。太祖第17妃 東山院夫人朴氏、文恭王后と姉妹）
  - 慶春院君
  - 公主（名は不明）
- 清州南院夫人 金氏（金兢律の娘。恵宗の妃 清州院夫人金氏と姉妹）